# Jacques-Philippe Bouchardon
Pour les articles homonymes, voir Bouchardon.
Jacques-Philippe Bouchardon, né le 1er mai 1711 à Chaumont et mort le 19 décembre 1753 à Stockholm, est un sculpteur français.

## Biographie
Jacques-Philippe Bouchardon est le fils du sculpteur de Chaumont Jean-Baptiste Bouchardon. Il est le frère cadet d'Edme Bouchardon et de Jacquette Bouchardon, sculpteurs.
Jacques Bouchardon n'a commencé la sculpture auprès de son père qu'en 1726, mais a quitté l'atelier en 1730 pour se faire militaire. Cependant, trois ans plus tard il demande le soutien de sa famille pour se libérer de ce service.
Son frère Edme, de retour de Rome, le loge dans son appartement parisien de 1734 à 1737/1739 et le forme comme sculpteur. Jacques-Philippe suit aussi les cours de l'Académie royale de peinture et de sculpture. Ils ont réalisé ensemble des sculptures pour le bassin de Neptune du parc du château de Versailles dont Edme avait reçu la commande comme l'indique une lettre de Jean-Baptiste Bouchardon à son fils Edme en juillet 1737.
C'est probablement par l'intermédiaire du comte de Caylus, protecteur d'Edme, et d'Edme lui-même qui avait fait plusieurs voyages en Suède, que Jacques-Philippe Bouchardon a été recruté pour venir travailler en Suède à partir de 1741.
Il a probablement fait un séjour à Rome pendant cette période de formation, mais les circonstances de ce voyage ne sont pas clairement établies.
Nommé premier sculpteur du roi de Suède et de directeur de l’Académie de Stockholm en 1741, il a occupé ce poste jusqu’à sa mort. On lui doit la chaire de la chapelle royale du château de Stockholm et les grandes figures qui ornent les arcades du château. Il a modelé les médaillons en plomb représentant les rois de Suède, depuis Gustave Vasa jusqu’à Charles XI et un grand nombre de figures, qui ornent la façade occidentale du Palais royal de Stockholm.
La sculpture du devant d’autel de l’église du château représentant le Christ dans le jardin des Olives est son dernier ouvrage. Laissée inachevée, elle a été continuée par Pierre Hubert L'Archevêque et terminée par Sergel.